# (38759) 2000 RD3
2000 RD3 (asteroide 38759) é um asteroide da cintura principal. Possui uma excentricidade de 0.06289150 e uma inclinação de 7.26591º.
Este asteroide foi descoberto no dia 1 de setembro de 2000 por LINEAR em Socorro.